# Карнотит

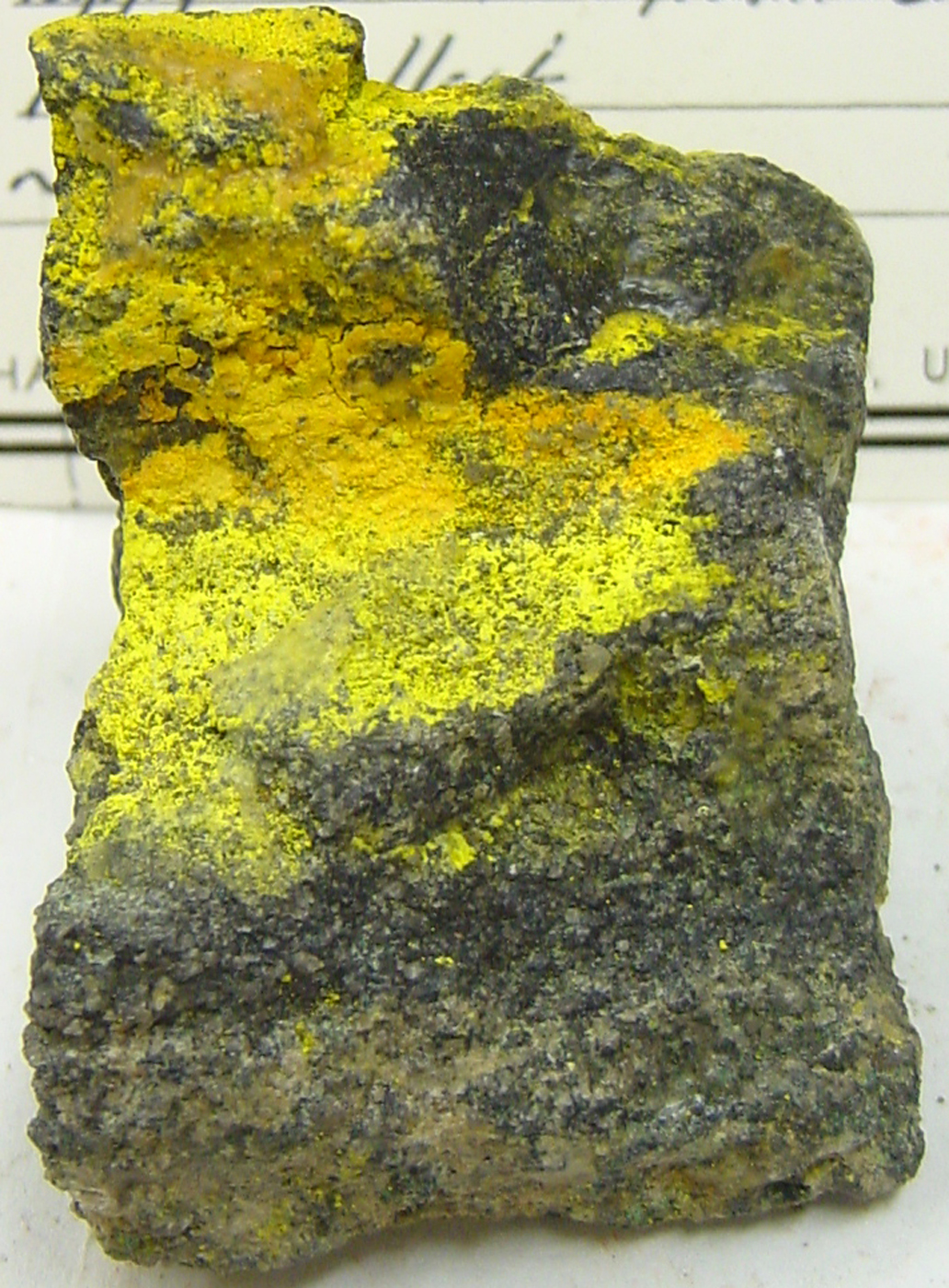
Карнотит, шахта Хеппі-Джек, штат Юта

Карнотит (рос. карнотит; англ. carnotite; нім. Karnotit m) — мінерал, водний уранованадат калію шаруватої будови.

## Етимологія та історія
Карнотит вперше був виявлений у «Шахті Раджа» поблизу Уравана в окрузі Монтроуз (штат Колорадо) у США та описаний у 1899 році французьким хіміком Шарлем Фріделем (1832-1899) та французьким гірничим інженером і мінералогом Едуардом Куменжем (1828-1902), які назвали мінерал на честь французького гірничого інженера та хіміка Марі-Адольфа Карно (1839–1920).

## Загальний опис
Хімічна формула: K2(UO2)2[VO4]2·3H2O.
Містить (%): K2О — 10,44; UO3 — 63,41; V2O5 –20,16; H2O — 5,99.
Домішки Са, Ва, Mg, Cu, Pb.
Сингонія моноклінна.
Спайність досконала.
Густина 4,46,
Твердість 2,0—3,75.
Колір жовтий, зеленувато-жовтий.
Блиск матовий з шовковистим полиском.
Радіоактивний.
Руда урану й ванадію.
Вторинний мінерал урану та ванадію, який знаходиться переважно в осадових гірських породах, утворюється в зоні окиснення осадових родовищ. Знаходиться, зазвичай, у палеоканалах пісковика. Продукт зміни уранініту, монтрозеїту або давидиту.
Асоціація: тюямуніт, метатюямуніт, фольбортит, тангеїт, метаторберніт, россит,
г'юетит, інші U–V оксиди, гіпс, барит.
Найбільші скупчення карнотиту відомі в районі плато Колорадо (США).
Крім того, відомий із сотень локацій у США (в штатах Колорадо, Юта, Нью-Мексико, Арізона), в Австралії (Північні території, родовища в Західній та Південній Австралії), у Ферганській долині (Киргизстан).
Карнотит в Україні зустрічається у альбітитах Українського щита
Типові зразки: Університет Колорадо, Боулдер, Колорадо, 2218; Гарвардський університет, Кембридж, Массачусетс, США, 106253.
Основні методи вилучення з руд: радіометрична сепарація і гідрометалургійна переробка.